# Parafia Pierwszych Męczenników Polski w Gorzowie Wielkopolskim
Parafia pw. Pierwszych Męczenników Polski w Gorzowie Wielkopolskim – rzymskokatolicka parafia należąca do dekanatu Gorzów Wielkopolski – Katedra, diecezji zielonogórsko-gorzowskiej, metropolii szczecińsko-kamieńskiej.

## Historia

### Powstanie parafii
Dekretem z 4 grudnia 1982 r. ks. ordynariusz Wilhelm Pluta mianował ks. Jana Pikułę proboszczem parafii pw. św. Maksymiliana Kolbego, który otrzymał również zadanie utworzenia nowego ośrodka duszpasterskiego na tworzącym się osiedlu Ustronie Parkowe. Na placu budowy nowego kościoła w dniu 3 września 1989 r. odprawiono uroczystą Mszę św. z okazji erygowania nowej parafii pw. Pierwszych Męczenników Polski, której przewodniczył ks. biskup Józef Michalik. Pierwszym proboszczem parafii został ustanowiony 25 sierpnia 1989 r. ks. Władysław Pawlik. Wmurowania kamienia węgielnego pod budowę świątyni dokonał ks. bp Adam Dyczkowski 13 listopada 1995 r.
2 czerwca 1997 r. na placu przy budującym się kościele – papieża Jana Pawła II przywitało ok. 500 tys. wiernych, a miało to miejsce podczas VI podróży apostolskiej do Polski. 
 W parafii 17 lutego 2002 r. miało miejsce uroczyste nawiedzenie relikwii Męczenników Międzyrzeckich skąd następnie rozpoczęła się ich peregrynacja w całej diecezji zielonogórsko-gorzowskiej.

### Historia kultu
Pierwsi Męczennicy Polski zwani także Pięcioma Braćmi Męczennikami albo Męczennikami Międzyrzeckimi zginęli w nocy z 10 na 11 listopada 1003 r.
Papież Jan Paweł II podczas liturgii słowa w Gorzowie Wlkp., mówiąc o męczennikach spod Międzyrzecza, powiedział:
„Nazywa się tych męczenników Braćmi Polskimi, chociaż byli wśród nich cudzoziemcy”.
Dlatego też określa się tych świętych Pierwszymi Męczennikami Polski, a nie Pierwszymi Męczennikami polskimi, ponieważ Benedykt i Jan byli z pochodzenia Włochami, zaś Izaak, Mateusz i Krystyn Polakami.

## Miejsca kultu

### Kościół parafialny
- Kościół pw. Pierwszych Męczenników Polski w Gorzowie Wielkopolskim

### Kościoły filialne i kaplice
- Kaplica pw. św. Kamila w Szpitalu Wojewódzkim w Gorzowie Wielkopolskim
- Msze Święte w Hospicjum św. Kamila w Gorzowie Wielkopolskim
- Kaplica pw. św. Franciszka w zakonie sióstr franciszkanek w Gorzowie Wielkopolskim

## Zasięg parafii
Ulice w Gorzowie Wielkopolskim:

- Andersa,
- Armii Krajowej,
- Batalionów Chłopskich,
- Batalionu Zośka,
- Bogusławskiego,
- Bora Komorowskiego,
- Bpa W. Pluty,
- Czartoryskich,
- Czartoryskiego,
- Dekerta,
- Diamentowa,
- Dowgielewiczowej,
- Działyńskich,
- Energetyków,
- Gorzowska (Szklarnia),
- Górczyńska,
- Hallera,
- Hubala,
- Pl. Jana Pawła II,
- Janockiego,
- Kleeberga,
- Komisji Edukacji Narodowej,
- Konarskiego,
- Kopczyńskiego,
- Koralowa,
- Korcza,
- Kućki,
- Kutrzeby,
- Maczka,
- Mikołajczyka,
- Naruszewicza,
- Obrońców Pokoju,
- Ogińskiego,
- Okulickiego,
- Opałowa,
- Ossolińskich,
- Papuszy,
- Perłowa,
- Pileckiego,
- Piramowicza,
- Popławskiego,
- Prądzyńskiego,
- Raczyńskich,
- Roweckiego,
- Rubinowa,
- Sosnkowskiego,
- Sowińskiego,
- Srebrna,
- Sucharskiego,
- Szarych Szeregów,
- Szmaragdowa,
- Śniadeckich,
- Walczaka 43ABC, 49, 51, 53, 55, 56.,
- Załuskich,
- Zielona Kotlina,
- Złota